# Coptomma sulcatum
Coptomma sulcatum är en skalbaggsart som först beskrevs av Fabricius 1775.  Coptomma sulcatum ingår i släktet Coptomma och familjen långhorningar. Inga underarter finns listade i Catalogue of Life.